# Милена Јововић
Милена Јововић (рођена Милена Пантовић; (Котража код Страгара, 10. октобар 1931 — Крагујевац, 13. мај 2021) била је српска песникиња и књижевница.

## Живот
Године 1961. удајом за Борисава Јововића долази у Добрачу у Гружи где је наставила да живи. Милена Јововић је "прва песникиња сељанка". Преводила је на италијански и француски језик.
У њену част се у Добрачи сваке године одржава песничка манифестација „Миленини извори”.
Била је члан Удружења књижевника Србије.

## Дела
- Шумарице, велика суднице, Спомен-парк Крагујевачки октобар, Крагујевац (1994)(поема „Шумарице велика суднице” је изведена на Великом школском часу 1994. године.[4]

Објавила је десет збирки песама и књига песама за децу:
- Песме Милене Јововић из села Добраче 1963;
- Широко је лишће орово 1975;
- Мравље срце 1977;
- Окићен месец 1985;
- У постојбини рузмарина 1988;
- Шумарице велика суднице 1994;
- Месечеве љубавнице 1994;
- Колевка душе 2002;
- Прстенована тмом 2016 године.

## Награде
Милена Јововић је добитница више награда, међу којима су плакета Светог Ђорђа и награда Невен.